# Aubigné-Racan
Aubigné-Racan – miejscowość i gmina we Francji, w regionie Kraj Loary, w departamencie Sarthe.
Według danych na rok 1990 gminę zamieszkiwały 2103 osoby, a gęstość zaludnienia wynosiła 66 osób/km² (wśród 1504 gmin Kraju Loary Aubigné-Racan plasuje się na 277. miejscu pod względem liczby ludności, natomiast pod względem powierzchni na miejscu 256.).